# Egreš
Egreš es un municipio del distrito de Trebišov en la región de Košice, Eslovaquia, con una población estimada a final del año 2024 de 479 habitantes.
Se encuentra ubicado al este de la región, en la cuenca hidrográfica del río Ondava (afluente del río Bodrog que, a su vez, lo es del Tisza), y cerca de la frontera con la región de Prešov y Hungría.

## Demografía
| Año        | 1994 | 2004    | 2014    | 2024    |
| ---------- | ---- | ------- | ------- | ------- |
| Población  | 416  | 435     | 478     | 479     |
| Diferencia |      | +4,56 % | +9,88 % | +0,20 % |

| Año        | 2023 | 2024    |
| ---------- | ---- | ------- |
| Población  | 466  | 479     |
| Diferencia |      | +2,78 % |